# Campionati europei di atletica leggera indoor 2015 - 400 metri piani femminili
La specialità dei 400 metri piani femminili ai campionati europei di atletica leggera indoor di Praga 2015 si è svolta alla O2 Arena di Praga, nella Repubblica Ceca, il 6 (batterie e semifinali) ed il 7 marzo (finale) 2015.

## Risultati

### Batterie
Le prime due atlete classificate in ogni gruppo (Q) e quelle che hanno ottenuto i successivi due migliori tempi (q) si sono qualificate in semifinale.
| Pos | Batt. | Nome                     | Nazione       | Tempo | Note                          |
| --- | ----- | ------------------------ | ------------- | ----- | ----------------------------- |
| 1   | 2     | Marie Gayot              | Francia       | 53.04 | Q                             |
| 2   | 1     | Madiea Ghafoor           | Paesi Bassi   | 53.06 | Q                             |
| 3   | 4     | Seren Bundy-Davies       | Gran Bretagna | 53.07 | Q                             |
| 4   | 1     | Floria Guei              | Francia       | 53.10 | Q                             |
| 5   | 2     | Denisa Rosolová          | Rep. Ceca     | 53.17 | Q                             |
| 6   | 4     | Indira Terrero           | Spagna        | 53.19 | Q                             |
| 7   | 5     | Nataliya Pyhyda          | Ucraina       | 53.20 | Q                             |
| 8   | 5     | Kirsten McAslan          | Gran Bretagna | 53.27 | Q                             |
| 9   | 1     | Iveta Putalová           | Slovacchia    | 53.28 | q,                            |
| 10  | 4     | Sara Petersen            | Danimarca     | 53.29 | q                             |
| 11  | 1     | Małgorzata Hołub         | Polonia       | 53.31 |                               |
| 12  | 1     | Adelina Pastor           | Romania       | 53.37 |                               |
| 13  | 3     | Laura Maddox             | Gran Bretagna | 53.67 | Q                             |
| 14  | 3     | Justyna Święty           | Polonia       | 53.74 | Q                             |
| 15  | 3     | Bianca Răzor             | Romania       | 53.76 |                               |
| 16  | 2     | Aauri Lorena Bokesa      | Spagna        | 53.80 |                               |
| 17  | 4     | Elise Malmberg           | Svezia        | 53.81 | Miglior prestazione personale |
| 18  | 5     | Ruth Sophia Spelmeyer    | Germania      | 53.84 |                               |
| 19  | 5     | Chiara Bazzoni           | Italia        | 53.85 |                               |
| 20  | 2     | Léa Sprunger             | Svizzera      | 53.97 |                               |
| 21  | 4     | Maria Benedicta Chigbolu | Italia        | 54.17 |                               |
| 22  | 3     | Line Kloster             | Norvegia      | 54.21 |                               |
| 23  | 1     | Amaliya Sharoyan         | Armenia       | 54.24 | Record nazionale              |
| 24  | 2     | Ylenia Vitale            | Italia        | 54.31 |                               |
| 25  | 3     | Tamara Salaški           | Serbia        | 54.39 |                               |
| 26  | 3     | Alexandra Štuková        | Slovacchia    | 55.11 |                               |
| 27  | 5     | Helena Jiranová          | Rep. Ceca     | 55.33 |                               |
| 28  | 5     | Hristina Risteska        | Macedonia     | 57.95 |                               |

### Semifinali
Le prime tre atlete classificate in ogni gruppo (Q) si sono qualificate in finale.
| Pos | Batterie | Nome               | Nazione       | Tempo | Note |
| --- | -------- | ------------------ | ------------- | ----- | ---- |
| 1   | 1        | Nataliya Pyhyda    | Ucraina       | 52.44 | Q,   |
| 2   | 2        | Denisa Rosolová    | Rep. Ceca     | 52.48 | Q,   |
| 3   | 1        | Marie Gayot        | Francia       | 52.53 | Q    |
| 4   | 2        | Iveta Putalová     | Slovacchia    | 52.99 | Q,   |
| 5   | 2        | Seren Bundy-Davies | Gran Bretagna | 53.00 | Q    |
| 6   | 2        | Floria Guei        | Francia       | 53.00 |      |
| 7   | 1        | Indira Terrero     | Spagna        | 53.16 | Q    |
| 8   | 1        | Kirsten McAslan    | Gran Bretagna | 53.49 |      |
| 9   | 2        | Justyna Święty     | Polonia       | 53.53 |      |
| 10  | 2        | Madiea Ghafoor     | Paesi Bassi   | 53.64 |      |
| 11  | 1        | Sara Petersen      | Danimarca     | 53.82 |      |
| 12  | 1        | Laura Maddox       | Gran Bretagna | 53.89 |      |

### Finale
| Pos | Corsia | Nome               | Nazione       | Tempo | Note                                     |
| --- | ------ | ------------------ | ------------- | ----- | ---------------------------------------- |
| 1   | 6      | Nataliya Pyhyda    | Ucraina       | 51.96 | Miglior prestazione personale stagionale |
| 2   | 1      | Indira Terrero     | Spagna        | 52.63 | Miglior prestazione personale stagionale |
| 3   | 2      | Seren Bundy-Davies | Gran Bretagna | 52.64 |                                          |
| 4   | 3      | Iveta Putalová     | Slovacchia    | 52.84 | Record nazionale                         |
| 5   | 4      | Marie Gayot        | Francia       | 53.11 |                                          |
| 6   | 5      | Denisa Rosolová    | Rep. Ceca     | 53.20 |                                          |